# Sieurac
Sieurac é uma comuna francesa na região administrativa da Occitânia, no departamento de Tarn. Estende-se por uma área de 8.72 km², e possui 262 habitantes, segundo o censo de 2018, com uma densidade de 30 hab/km².